# (3521) Comrie
(3521) Comrie es un asteroide perteneciente al cinturón de asteroides, descubierto el 26 de junio de 1982 por Alan C. Gilmore y la también astrónoma Pamela M. Kilmartin desde el Observatorio Universitario del Monte John, Isla Sur, Nueva Zelanda.

## Designación y nombre
Designado provisionalmente como 1982 MH. Fue nombrado Comrie en honor al matemático neozelandés Leslie John Comrie.